# Communauté de communes Roumois Seine
Die Communauté de communes Roumois Seine ist ein französischer Gemeindeverband mit der Rechtsform einer Communauté de communes in den Départements Eure und Seine-Maritime der Region Normandie. Sie wurde am 16. September 2016 gegründet und umfasst 40 Gemeinden (Stand: 1. Januar 2019). Der Verwaltungssitz befindet sich im Ort Bourg-Achard. Eine Besonderheit ist die Département-übergreifende Struktur der Mitgliedsgemeinden.

## Historische Entwicklung
Der Gemeindeverband entstand mit Wirkung vom 1. Januar 2017 durch die Fusion der Vorgängerorganisationen
- Communauté de communes de Quillebeuf-sur-Seine,
- Communauté de communes du Roumois Nord,
- Communauté de communes du Canton de Bourgtheroulde-Infreville und
- Communauté de communes d’Amfreville-la-Campagne.

Mit Wirkung vom 1. Januar 2018 trat die ehemalige Gemeinde Touville der Commune nouvelle Thénouville als weitere Commune déléguée bei. Da sie bisher der Communauté de communes de Pont-Audemer Val de Risle angehörte, erhöht sich dadurch der Gebietsstand des hiesigen Verbandes. Gleichzeitig verließen sechs Gemeinden den hiesigen Verband, fünf davon traten zur Communauté d’agglomération Seine-Eure über, die Gemeinde La Pyle wechselte zur Communauté de communes du Pays du Neubourg.
Zum 1. Januar 2019 gingen die ehemaligen Gemeinden Saint-Thurien und Saint-Ouen-des-Champs in die Commune nouvelle Le Perrey auf. Außerdem verließen die Gemeinden Bouquelon, Fouqueville, La Harengère, La Haye-du-Theil, La Saussaye, Le Bosc du Theil, Mandeville, Marais-Vernier, Quillebeuf-sur-Seine, Rougemontiers, Routot, Saint-Meslin-du-Bosc, Saint-Samson-de-la-Roque und Tourville-la-Campagne den Verband. Sechs Gemeinden wechselten zur Communauté de communes de Pont-Audemer Val de Risle, fünf zur Communauté de communes du Pays du Neubourg und drei zur Communauté d’agglomération Seine-Eure. Dadurch reduzierte sich insgesamt die Anzahl der Mitgliedsgemeinden auf 40. 

## Mitgliedsgemeinden
| Gemeinde                             | Einwohner 1. Januar 2022 | Fläche km² | Dichte Einw./km² | Code INSEE | Postleitzahl | Département    |
| ------------------------------------ | ------------------------ | ---------- | ---------------- | ---------- | ------------ | -------------- |
| Aizier                               | 156                      | 2,36       | 66               | 27006      | 27500        | Eure           |
| Amfreville-Saint-Amand               | 1.200                    | 9,62       | 125              | 27011      | 27370        | Eure           |
| Barneville-sur-Seine                 | 530                      | 8,77       | 60               | 27039      | 27310        | Eure           |
| Boissey-le-Châtel                    | 877                      | 4,38       | 200              | 27077      | 27520        | Eure           |
| Bosgouet                             | 776                      | 9,55       | 81               | 27091      | 27310        | Eure           |
| Bosroumois                           | 3.855                    | 13,24      | 291              | 27090      | 27670        | Eure           |
| Bouquetot                            | 1.049                    | 13,07      | 80               | 27102      | 27310        | Eure           |
| Bourg-Achard                         | 4.029                    | 12,32      | 327              | 27103      | 27310        | Eure           |
| Bourneville-Sainte-Croix             | 1.297                    | 15,83      | 82               | 27107      | 27500        | Eure           |
| Caumont                              | 1.132                    | 6,00       | 189              | 27133      | 27310        | Eure           |
| Cauverville-en-Roumois               | 211                      | 3,24       | 65               | 27134      | 27350        | Eure           |
| Étréville                            | 669                      | 11,23      | 60               | 27227      | 27350        | Eure           |
| Éturqueraye                          | 303                      | 6,72       | 45               | 27228      | 27350        | Eure           |
| Flancourt-Crescy-en-Roumois          | 1.586                    | 19,01      | 83               | 27085      | 27310        | Eure           |
| Grand Bourgtheroulde                 | 4.006                    | 19,51      | 205              | 27105      | 27520        | Eure           |
| Hauville                             | 1.270                    | 14,69      | 86               | 27316      | 27350        | Eure           |
| Honguemare-Guenouville               | 702                      | 9,30       | 75               | 27340      | 27310        | Eure           |
| La Haye-Aubrée                       | 419                      | 7,50       | 56               | 27317      | 27350        | Eure           |
| La Haye-de-Routot                    | 286                      | 2,51       | 114              | 27319      | 27350        | Eure           |
| La Trinité-de-Thouberville           | 416                      | 3,33       | 125              | 27661      | 27310        | Eure           |
| Le Landin                            | 262                      | 3,15       | 83               | 27363      | 27350        | Eure           |
| Le Thuit de l’Oison                  | 3.801                    | 15,58      | 244              | 27638      | 27370        | Eure           |
| Les Monts du Roumois                 | 1.609                    | 23,81      | 68               | 27062      | 27520        | Eure           |
| Mauny                                | 151                      | 10,19      | 15               | 76419      | 76530        | Seine-Maritime |
| Saint-Aubin-sur-Quillebeuf           | 757                      | 12,39      | 61               | 27518      | 27680        | Eure           |
| Saint-Denis-des-Monts                | 208                      | 3,88       | 54               | 27531      | 27520        | Eure           |
| Sainte-Opportune-la-Mare             | 429                      | 10,89      | 39               | 27577      | 27680        | Eure           |
| Saint-Léger-du-Gennetey              | 170                      | 3,27       | 52               | 27558      | 27520        | Eure           |
| Saint-Ouen-de-Pontcheuil             | 101                      | 1,17       | 86               | 27579      | 27370        | Eure           |
| Saint-Ouen-de-Thouberville           | 2.426                    | 6,32       | 384              | 27580      | 27310        | Eure           |
| Saint-Ouen-du-Tilleul                | 1.777                    | 3,99       | 445              | 27582      | 27670        | Eure           |
| Saint-Philbert-sur-Boissey           | 172                      | 3,03       | 57               | 27586      | 27520        | Eure           |
| Saint-Pierre-des-Fleurs              | 1.688                    | 2,79       | 605              | 27593      | 27370        | Eure           |
| Saint-Pierre-du-Bosguérard           | 962                      | 10,10      | 95               | 27595      | 27370        | Eure           |
| Thénouville                          | 1.016                    | 13,19      | 77               | 27089      | 27520        | Eure           |
| Tocqueville                          | 143                      | 2,48       | 58               | 27645      | 27500        | Eure           |
| Trouville-la-Haule                   | 754                      | 12,25      | 62               | 27665      | 27680        | Eure           |
| Valletot                             | 411                      | 5,79       | 71               | 27669      | 27350        | Eure           |
| Vieux-Port                           | 50                       | 0,57       | 88               | 27686      | 27680        | Eure           |
| Voiscreville                         | 117                      | 1,69       | 69               | 27699      | 27520        | Eure           |
| Communauté de communes Roumois Seine | 41.773                   | 338,71     | 123              | –          | –            | –              |